# Хейг, Тим
Ти́моти Э́двард Ли Хейг (англ. Timothy Edward Lee Hague; 9 мая 1983, Бойл — 18 июня 2017, Эдмонтон) — канадский боец смешанного стиля, представитель тяжёлой весовой категории. Выступал на профессиональном уровне начиная с 2006 года, известен по участию в турнирах таких бойцовских организаций как UFC, League S-70, KOTC, WSOF, владел титулом чемпиона по версиям KOTC, Unified MMA и XFFC.

## Биография
Тим Хейг родился 9 мая 1983 года в деревне Бойл провинции Альберта. Получил степень бакалавра искусств в Augustana University College, также окончил Альбертский университет. Практиковал бразильское джиу-джитсу, в частности в 2011 году получил пурпурный пояс по БЖЖ.
Дебютировал в смешанных единоборствах в сентябре 2006 года в канадском отделении промоушена King of the Cage, своего первого соперника победил во втором раунде с помощью удушающего приёма «гильотина». В течение полутора лет одержал в KOTC пять побед подряд и завоевал титул чемпиона организации в тяжёлой весовой категории. Первое в карьере поражение потерпел в феврале 2008 года, раздельным решением судей от серба Миодрага Петковича, тем не менее, спустя несколько месяцев взял реванш, победив Петковича единогласным решением.
Имея в послужном списке девять побед и лишь одно поражение, в 2009 году Хейг привлёк к себе внимание крупнейшего американского промоушена Ultimate Fighting Championship и дебютировал здесь с неожиданной победы над опытным профессиональным кикбоксером Патриком Бэрри. Однако в следующем поединке за семь секунд был нокаутирован Тоддом Даффи — это самый быстрый нокаут за всю историю UFC. В третьем бою весьма спорным решением большинства судей проиграл Крису Тачшереру — комментатор Джо Роган сказал, что это худшее судейское решение, какое ему довелось видеть в своей жизни. После этого поражения Хейга уволили из организации, однако вскоре вернули и поставили на замену в бою против Джоуи Бельтрана. На сей раз разногласий не было, Бельтран имел явное преимущество, и все судьи единогласно отдали ему победу. Последний раз Хейг дрался в UFC в сентябре 2011 года, в первом же раунде техническим нокаутом проиграл Мэтту Митриону и окончательно покинул организацию.
Впоследствии Тим Хейг довольно успешно выступал в различных менее престижных канадских и американских промоушенах. Становился чемпионом по версиям малоизвестных организаций Unified MMA и XFFC, одержал три победы в организации World Series of Fighting. Дважды приезжал драться в Россию, в 2015 году на турнире League S-70 потерпел поражение от Евгения Ерохина, в 2016 году на турнире лиги ACB уступил поляку Михалу Андрышаку.
16 июня 2017 года в Эдмонтоне проводил боксёрский поединок против Адама Брейдвуда и, оказавшись в нокауте, получил внутримозговое кровоизлияние. Спустя два дня скончался в больнице.

## Статистика в профессиональном ММА
| Боёв 34  | Побед 21 | Поражений 13 |
| -------- | -------- | ------------ |
| Нокаутом | 15       | 8            |
| Сдачей   | 4        | 0            |
| Решением | 2        | 5            |

| Результат | Рекорд | Соперник           | Способ                    | Турнир                                  | Дата             | Раунд | Время | Место                   | Примечание                                          |
| --------- | ------ | ------------------ | ------------------------- | --------------------------------------- | ---------------- | ----- | ----- | ----------------------- | --------------------------------------------------- |
| Поражение | 21-13  | Михал Андрышак     | KO (ногой в голову)       | Absolute Championship Berkut 41         | 15 июля 2016     | 1     | 0:33  | Сочи, Россия            |                                                     |
| Победа    | 21-12  | Кейлиб Старнз      | TKO (ногами по ногам)     | XFFC 9: Conviction                      | 15 апреля 2016   | 4     | 0:13  | Гранд-Прери, Канада     | Бой за титул чемпиона XFFC в тяжёлом весе.          |
| Поражение | 20-12  | Таннер Бозер       | KO (удары локтями)        | Unified MMA 26                          | 4 марта 2016     | 2     | 2:30  | Эдмонтон, Канада        |                                                     |
| Поражение | 20-11  | Тони Лопес         | KO (удары ногой и руками) | Unified MMA 25                          | 18 декабря 2015  | 3     | 3:24  | Эдмонтон, Канада        | Лишился титула чемпиона Unified MMA в тяжёлом весе. |
| Поражение | 20-10  | Евгений Ерохин     | KO (удар рукой)           | League S-70: Russia vs. World           | 29 августа 2015  | 1     | 3:05  | Сочи, Россия            |                                                     |
| Победа    | 20-9   | Таннер Бозер       | KO (удары руками)         | Unified MMA 22                          | 27 марта 2015    | 1     | 0:06  | Эдмонтон, Канада        | Бой за титул чемпиона Unified MMA в тяжёлом весе.   |
| Победа    | 19-9   | Крейг Хадсон       | TKO (удары руками)        | WSOF 14                                 | 11 октября 2014  | 3     | 2:55  | Эдмонтон, Канада        |                                                     |
| Победа    | 18-9   | Дуэйн Льюис        | KO (удар рукой)           | Prestige FC 6                           | 19 сентября 2014 | 1     | 3:09  | Форт Мак-Муррей, Канада | Бой в промежуточном весе (280 lb).                  |
| Победа    | 17-9   | Мэтт Бейкер        | TKO (удары руками)        | WSOF Canada 2                           | 7 июня 2014      | 1     | 3:56  | Эдмонтон, Канада        |                                                     |
| Поражение | 16-9   | Смеалинью Рама     | TKO (удары руками)        | Unified MMA 19                          | 23 мая 2014      | 1     | 1:41  | Эдмонтон, Канада        |                                                     |
| Победа    | 16-8   | Ли Мейн            | TKO (удары руками)        | WSOF Canada 1                           | 21 февраля 2014  | 1     | 4:21  | Эдмонтон, Канада        |                                                     |
| Поражение | 15-8   | Кейлиб Старнз      | Единогласное решение      | AFC 19: Undisputed                      | 5 июля 2013      | 3     | 5:00  | Эдмонтон, Канада        |                                                     |
| Победа    | 15-7   | Джордан Трейси     | TKO (удары руками)        | KOTC: Earthquake                        | 7 июня 2013      | 1     | 2:25  | Эдмонтон, Канада        |                                                     |
| Поражение | 14-7   | Майк Хакерт        | TKO (удары руками)        | MFC 34                                  | 10 августа 2012  | 1     | 2:27  | Эдмонтон, Канада        |                                                     |
| Поражение | 14-6   | Майк Хакерт        | Единогласное решение      | Prestige FC 4                           | 18 мая 2012      | 3     | 5:00  | Форт Мак-Муррей, Канада |                                                     |
| Победа    | 14-5   | Крейг Хадсон       | KO (удар рукой)           | KOTC: Unified                           | 28 апреля 2012   | 1     | 2:06  | Гранд-Прери, Канада     |                                                     |
| Победа    | 13-5   | Винс Лусеро        | Сдача (гильотина)         | AMMA 8: Unfinished Business             | 16 сентября 2011 | 1     | 1:14  | Эдмонтон, Канада        |                                                     |
| Поражение | 12-5   | Мэтт Митрион       | TKO (удары руками)        | UFC Fight Night 23                      | 22 января 2011   | 1     | 2:59  | Форт-Худ, США           |                                                     |
| Победа    | 12-4   | Трэвис Виуфф       | KO (удар рукой)           | AMMA 5: Uprising                        | 1 октября 2010   | 1     | 1:50  | Эдмонтон, Канада        |                                                     |
| Победа    | 11-4   | Зак Йенсен         | KO (удар коленом)         | AMMA 4: Victory                         | 9 июля 2010      | 1     | 2:11  | Эдмонтон, Канада        |                                                     |
| Поражение | 10-4   | Джоуи Бельтран     | Единогласное решение      | UFC 113                                 | 8 мая 2010       | 3     | 5:00  | Монреаль, Канада        |                                                     |
| Поражение | 10-3   | Крис Тачшерер      | Решение большинства       | UFC 109                                 | 6 февраля 2010   | 3     | 5:00  | Лас-Вегас, США          |                                                     |
| Поражение | 10-2   | Тодд Даффи         | KO (удары руками)         | UFC 102                                 | 29 августа 2009  | 1     | 0:07  | Портленд, США           |                                                     |
| Победа    | 10-1   | Патрик Бэрри       | Сдача (гильотина)         | UFC 98                                  | 23 мая 2009      | 1     | 1:42  | Лас-Вегас, Канада       |                                                     |
| Победа    | 9-1    | Миодраг Петкович   | Единогласное решение      | Raw Combat: Redemption                  | 25 октября 2008  | 3     | 5:00  | Калгари, Канада         |                                                     |
| Победа    | 8-1    | Шерман Пендергарст | TKO (удары)               | KOTC Canada: Unrefined                  | 18 сентября 2008 | 2     | N/A   | Эдмонтон, Канада        |                                                     |
| Победа    | 7-1    | Джефф Лундберг     | KO (удар рукой)           | KOTC Canada: Moment de Vérité           | 20 июня 2008     | 1     | N/A   | Монреаль, Канада        | Защитил титул чемпиона KOTC в тяжёлом весе.         |
| Победа    | 6-1    | Джаред Килкенни    | KO (удар рукой)           | KOTC Canada: Brawl in the Mall 3        | 4 апреля 2008    | 1     | 0:09  | Эдмонтон, Канада        | Защитил титул чемпиона KOTC в тяжёлом весе.         |
| Поражение | 5-1    | Миодраг Петкович   | Раздельное решение        | Hardcore Championship Fighting: Destiny | 1 февраля 2008   | 3     | 5:00  | Калгари, Канада         |                                                     |
| Победа    | 5-0    | Адриано Бернардо   | TKO (остановлен врачом)   | KOTC Canada: Brawl in the Mall          | 17 августа 2007  | 2     | 3:49  | Эдмонтон, Канада        | Бой за титул чемпиона KOTC в тяжёлом весе.          |
| Победа    | 4-0    | Рубен Вильяреал    | Единогласное решение      | KOTC: Megiddo                           | 28 апреля 2007   | 3     | 5:00  | Вернон, Канада          |                                                     |
| Победа    | 3-0    | Джаред Килкенни    | TKO (удары руками)        | KOTC Canada: Amplified                  | 26 ноября 2006   | 2     | 0:31  | Эдмонтон, Канада        |                                                     |
| Победа    | 2-0    | Джесси Джонс       | Вербальная сдача          | KOTC Canada: Icebreaker                 | 3 ноября 2006    | 1     | 3:12  | Принс-Джордж, Канада    |                                                     |
| Победа    | 1-0    | Эрик Макдональд    | Сдача (гильотина)         | KOTC Canada: Detonator                  | 29 сентября 2006 | 2     | N/A   | Калгари, Канада         |                                                     |